# CSKA Arena
CSKA Arena (wcześniej Arena Legend i VTB Pałac Lodowy) – obiekt sportowy w Moskwie, stolicy Rosji, mieszczący w jednym budynku trzy hale widowiskowo-sportowe, główną, mogącą pomieścić 12 100 widzów (14 000 w przypadku koncertów), mniejszą, na 3500 widzów i treningową, z widownią na 500 osób. Jego otwarcie miało miejsce 26 kwietnia 2015 roku. Hale są przystosowane do organizacji różnych imprez sportowych i pozasportowych, jednak głównie pełnią rolę lodowiska; w głównej hali swoje spotkania rozgrywają dwie drużyny występujące w rozgrywkach KHL, CSKA Moskwa i Spartak Moskwa.

## Historia
Budowa obiektu rozpoczęła się w październiku 2013 roku i zakończyła w marcu 2015 roku. Arena powstała na terenie dawnej fabryki samochodów ZiŁ. Obiekt jest częścią tzw. Parku Legend, na terenie którego znajdują się jeszcze m.in. kompleks basenowy, muzeum hokeja na lodzie czy budynki mieszkalne i usługowe. Otwarcie areny miało miejsce w dniach 26–28 kwietnia 2015 roku, a na inaugurację rozegrano hokejowy turniej byłych gwiazd ligi.
Po otwarciu głównym gospodarzem obiektu została drużyna hokeja na lodzie Dinamo Moskwa, występująca w rozgrywkach KHL. Zespół ten występował na arenie jednak tylko tymczasowo, do czasu otwarcia swojego nowego lodowiska na obiekcie VTB Arena w styczniu 2019 roku. Tymczasem w 2017 roku na obiekt wprowadził się drugi zespół grający w KHL, Spartak Moskwa, a rok później kolejna drużyna występująca w tych samych rozgrywkach, CSKA Moskwa.
W maju 2016 roku na obiekcie rozegrano część spotkań (w tym finał) hokejowych mistrzostw świata elity. 9 listopada 2019 roku odbyła się tutaj gala MMA organizacji UFC.
Początkowo powstający budynek znany był pod nazwą Arena Legend (Арена Легенд). W kwietniu 2015 roku, niedługo przed otwarciem, poinformowano o zawarciu z bankiem VTB umowy o sprzedaży praw do nazwy, w związku z czym obiekt nazywał się VTB Pałac Lodowy (ВТБ Ледовый дворец). W kwietniu 2018 roku zmieniono nazwę na CSKA Arena (ЦСКА Арена).